# Interaktives Amsler-Gitter
Das Interaktive Amsler-Gitter (digitales Amsler-Gitter) ist eine elektronische Version des in der Augenheilkunde angewandten Amsler-Gitters.
Beim Amsler-Gitter ist nur eine qualitative Erfassung aber keine quantitative (zahlenmäßige) Messung möglich. Dies erschwert eine Verlaufskontrolle mit dem Amsler-Gitter. Die elektronischen Tests versuchen durch unterschiedliche Ansätze dieses Defizit zu beheben.

## Erkrankungen

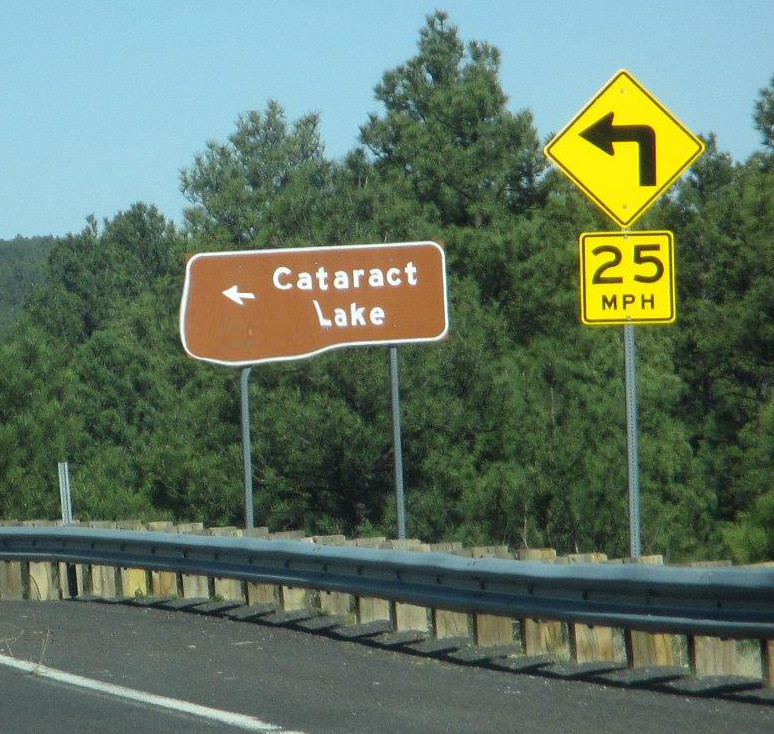
Ansicht im Gesichtsfeld eines AMD-Patienten

Ein verzerrter Seheindruck kann ein Symptom verschiedener Augenerkrankungen sein. Bei der sog. altersassoziierten Makuladegeneration (trockene und feuchte Form), Makulaödemen (z. B. in der Folge von Diabetes, Venenthrombose, Kurzsichtigkeit oder Uveitis) und bei epiretinaler Gliose oder Makulaforamen kann es dazu kommen, dass Gegenstände verzerrt wahrgenommen werden. Diese Verzerrungen können, so lange sie nur gering sind und insbesondere wenn sie nur an einem Auge auftreten, vom Gehirn kompensiert werden und fallen dem Betroffenen möglicherweise nicht auf. Im Verlauf der unbehandelten Erkrankung sieht der Patient gerade Linien immer stärker verzerrt.
In Deutschland leben 2015 6,5 Millionen Diabetiker (Typ I und II), das entspricht ca. 4,7–5,6 % der Bevölkerung Netzhautveränderungen infolge des Diabetes (diabetische Retinopathie) treten bei etwa einem Drittel der Diabetiker auf. Im Jahr 2040 werden einer Prognose der internationalen Diabetes Föderation IDF zufolge 642 Millionen Menschen an Diabetes erkrankt sein.
Netzhauterkrankungen sind eine der Hauptursachen für erworbene Seheinschränkung bei Erwachsenen im erwerbsfähigen Alter und führen weltweit zu 37 Millionen Erblindungen. Während bei ca. 35 % aller Diabetiker eine diabetische Retinopathie vorliegt, ist das Sehen bei 7 % durch ein diabetisches Makulaödem (Feuchtigkeitsansammlung in der Netzhautmitte) oder schwere proliferative Netzhautveränderungen (Bildung krankhafter Blutgefäße) bedroht. In ländlichen Gegenden treten diabetische Netzhautveränderungen häufiger auf. Die Autoren zweier Studien folgern, dass dort der Zugang zu Screening-Möglichkeiten erschwert ist und sehen hier ein Einsatzgebiet für Netzhautscreening mittels Telemedizin.
Die altersassoziierte Makuladegeneration gehört trotz der hohen Zahl zu den eher unbekannten Volkskrankheiten. In Deutschland sind von beiden Formen (trockene und feuchte Form) ca. 4,5 Millionen Menschen betroffen. Hinzu kommen ca. 7 bis 8 % der Diabetiker, die im Laufe Ihrer Erkrankung zusätzlich an einem Makulaödem erkranken. Womit sich die Gesamtzahl der von einem Makulaödem Betroffenen auf ca. 5 Mio. (in Deutschland im Jahr 2015) erhöht.

## Quantitative Verfahren
Diese Verfahren ermöglichen eine genaue Verlaufsdokumentation, da sie Werte für die Stärke der Verzerrung, die Exzentrizität (Entfernung zum Mittelpunkt) und die Fläche der Verzerrung angeben.

### A Metamorphopsia Detector

#### Verzerrungsmessung mit approximierten Linien

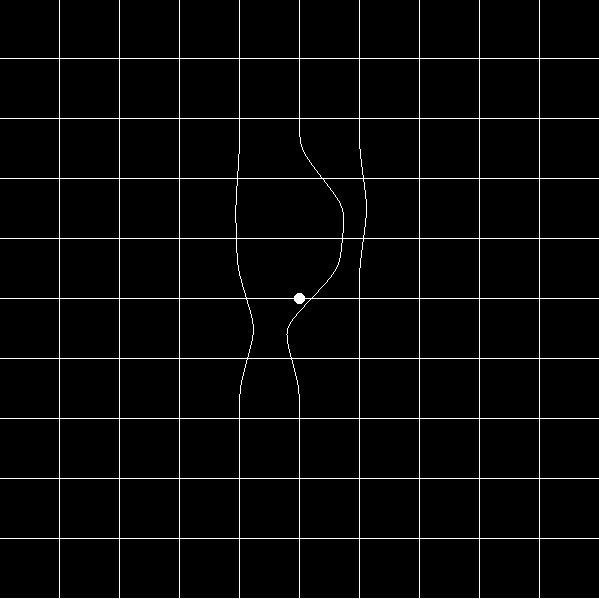
Vom Patienten eingezeichnete Verzerrungen

Die patentierte Vorrichtung DE 10 2015 215 557 / Programm kann Verzerrungen quantitativ erfassen.
Sofern Linien verzerrt wahrgenommen werden, können diese Linien mit Hilfe der Computermaus/Finger/Stift begradigt werden. Auf dem Bildschirm werden gerade Linien in waagrechter oder senkrechter Anordnung gezeigt. Der Beobachter kann eine verzerrt wahrgenommene Linie so lange verändern, bis sie für ihn gerade erscheint. So wird für ein gesundes Auge aus einer geraden Linie eine verzerrte Linie: der Beobachter hat die Linie in die andere Richtung verschoben, in der er sie verzerrt sah und hat somit ein Negativbild seiner Verzerrung geschaffen.

#### Durchführung
Der Patient begradigt mit der Computermaus oder dem Finger/Stift diejenigen Linien, die er bei monokularer (einäugiger) Betrachtung eines Gitters auf dem Bildschirm in vorgegebenem Abstand verzerrt wahrnimmt. Ein Index spiegelt Amplitude (d), Lage(ε) und Ausdehnung (A) der Verzerrungen wider und dient der Verlaufskontrolle.
Durch interaktive Metamorphopsie-Messung ist eine Zusammenarbeit von Patient und Augenarzt möglich, denn mit dem entsprechenden Programmen ist eine quantitative Dokumentation der Verzerrungen auch als Heimtest möglich und das Ergebnis kann verschlüsselt an den Arzt geschickt werden.

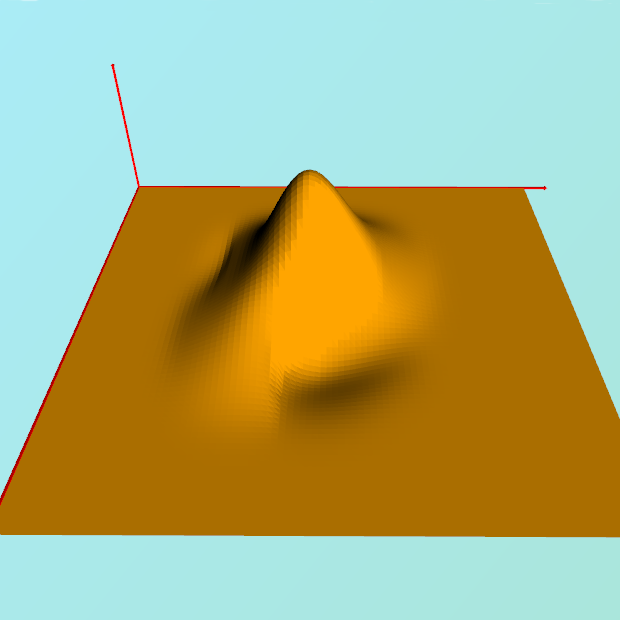
3D-Ansicht der vom Patienten eingezeichneten Verzerrungen

Quantitative Verfahren ermöglichen die Berechnung eines 3D-Bildes aus dem vom Patienten geschaffenen Negativbild seiner verzerrten Wahrnehmung.
Die Messung dieser Funktionsstörungen (verzerrter Seheindruck, absoluter oder relative Skotome) spiegelt anatomische Veränderungen wider, die sich mittels optischer Kohärenztomographie (OCT) darstellen lassen.

#### Ausführungen
Der Test ist als Software für Windows, iOS und Android ausgeführt; weltweit im Internet.

## Semiquantitative Verfahren
Diese Verfahren bilden Ihre Score-Werte aus der Angabe des Patienten, wo er Verzerrungen wahrnimmt. Sie können aber die Stärke der Verzerrung nicht messen.

### M-Charts

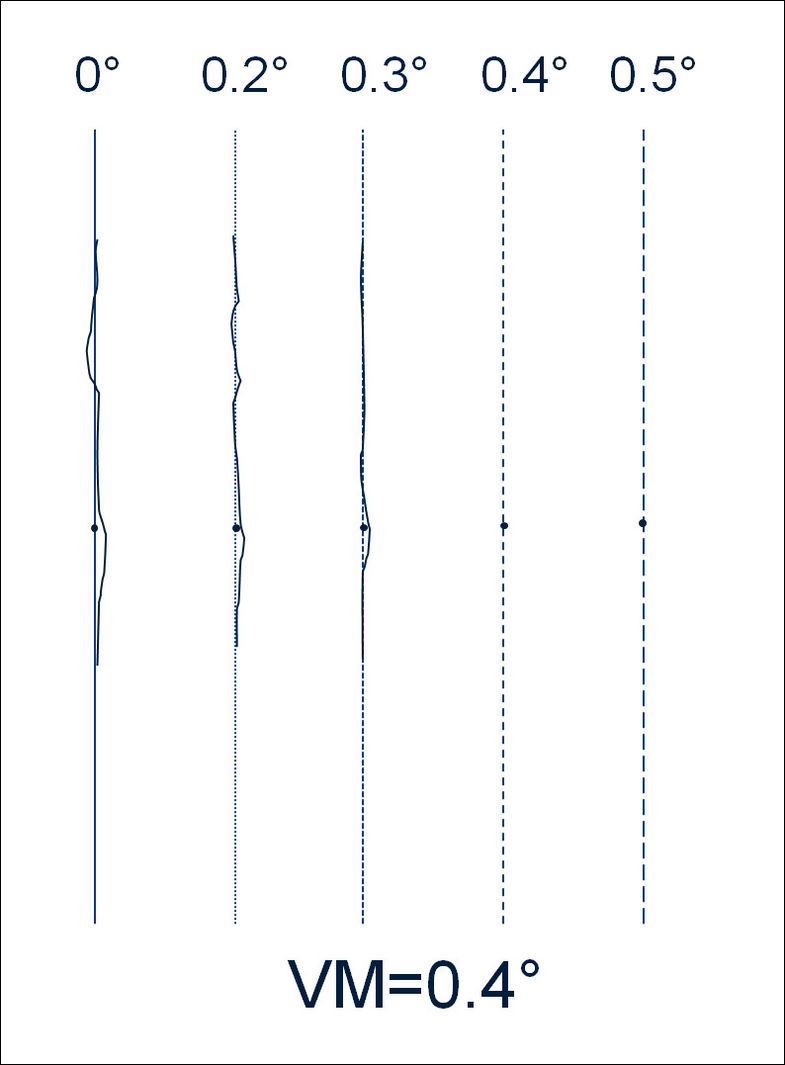
M-Chart, schematisch

M-Charts bestehen aus senkrechten oder waagerechten gestrichelten Linien (s. „M-Chart, schematisch“). Diese Linien bestehen je Linie aus gleich langen Teilstrichen und Zwischenräumen. Je nachdem bei welcher Linie (z. B. 0.4°) keine Verzerrungen mehr wahrgenommen werden, werden die Stärken der Verzerrungen eingestuft.
Auswertung und Verfahren sind der Untersuchung der Sehschärfe angelehnt.

#### Durchführung
Dem Patienten wir eine durchgehenden Linie angezeigt. Der Patient fixiert den Punkt in der Mitte und gibt an, ob er noch Verzerrungen wahrnimmt. In diesem Fall bekommt der Patient eine gestrichelten Linie angezeigt und der Patient fixiert den Punkt in der Linie (2. Linie 0.2°) und gibt wieder an ob er noch Verzerrungen wahrnimmt.
Dies wird so lange wiederholt, bis der Patient keine Verzerrung mehr wahrnimmt. Die letzte Linie mit wahrgenommenen Verzerrungen entspricht dem sog. „metamorphopsia score“.

#### Ausführung
Bisher nur als Prototyp in einer Studie verwandt (Stand: 2018).

### D-Charts
D-Charts verwendet gedruckte Karten, um den Ort (den Winkel vom Zentrum) der Metamorphopsie im Gesichtsfeld zu messen, wodurch ein einzelner Score, der Gesamtmetamorphopsie-Score, erzeugt wird.
Die Karte besteht aus vier Ringen in verschiedenen Abständen von der Fixierung (Mittelpunkt), die in acht Sektoren unterteilt sind. Die Abstände der Gitterelemente liegen zwischen 0,4° und 1,8°.
Alle Karten bestehen aus zwei Oktogonen (Achtecken). Das 1. Achteck ist im Abstand von ca. 5 cm vom Mittelpunkt angeordnet, das Zweite im Abstand von ca. 10 cm.
Der Test wurde an der Glasgow Caledonian University entwickelt.

#### Durchführung
Der Patient wird gebeten monokular den Mittelpunkt der 1. Karte zu fixieren. Diese erste Karte ist mit kleinen Punkten um den Mittelpunkt herum bedruckt. Der Patient muss nun einzeichnen, an welcher Stelle er Verzerrungen wahrnimmt.
Die Karte 2 unterscheidet sich dadurch von der Karte 1, dass die gepunkteten Flächen nun im Bereich des ersten Achtecks zu finden sind. Auch hier sind die Bereiche der wahrgenommenen Verzerrungen einzuzeichnen.
Auf Karte 3 befinden sich die Punkte im äußeren Ring.
Die Summe der maximalen Abstände, die in jedem Sektor als verzerrt wahrgenommen wird, ergibt den Gesamtmetamorphopsie-Score.
Die elektronische Version variiert das Messprinzip um die Helligkeit der Punkte. Je kontrastreicher die Punkte, desto besser nehmen die Patienten die Verzerrung wahr. Aus diesem Umstand errechnet das Programm eine „Heat map“ (Farb-Karte).

#### Ausführung
Steht als Software zur Verfügung.

### ForeSeeHome
Dem Patienten wird eine gepunktete Linie mit einer Welle oder einem Höcker präsentiert. Der Patient muss nun anklicken, wo er den Höcker bzw. die Welle sieht.
Wird kein Höcker präsentiert und der Patient klickt trotzdem, so erkennt das Programm, dass der Patient dort eine Verzerrung wahrnimmt.

#### Ausführung
Hardware auf Rezept nur in den USA.

### MyVisionTrack
Mit Hilfe von unterschiedlich stark verzerrten Ringen wird in diesem Test klassifiziert wie stark die zentrale Verzerrung je Auge ist.

#### Durchführung
In einem Messdurchgang werden vier Ringe auf dem Bildschirm angezeigt. Einer dieser Ringe ist verzerrt und der Patient ist angehalten monokular den verzerrten Ring anzugeben. In jedem der Durchgänge ist der eine Ring unterschiedlich verzerrt. Wenn die Verzerrung dieses Rings ähnlich oder geringer ist als die zentrale Verzerrung des Patienten, kann dieser nicht mehr angeben, welcher der Ringe verzerrt ist. Das Programm erkennt dann, dass der Patient raten muss und kann so klassifizieren wie stark die zentrale Verzerrung vom Patienten wahrgenommen wird.

#### Ausführung
Software auf Rezept nur in den USA. (Stand: 2018)

## Qualitative Verfahren
Qualitative Verfahren sind so konzipiert, dass der Patient angibt (einzeichnet), wo er Verzerrungen wahrnimmt. Diese Verfahren können für die Verlaufsdokumentation nur die eingezeichneten Bereiche heranziehen. Sie stellen aber keinen Wert für die Stärke der Verzerrung und die Exzentrizität (Entfernung zum Mittelpunkt) zur Verfügung.

### Amsler-Gitter
ist eine Karte mit senkrechten und waagerechten Linien, auf der der Patient die verzerrten Linien einzeichnen kann bzw. dessen Seheindruck der Patient sich merken muss. Eine genaue Anleitung ist wichtig, um den Amsler Test korrekt durchzuführen.